# Waking Hour
Waking Hour è l'album d'esordio della cantautrice Vienna Teng. Nel 2001 fu autodistribuito indipendentemente. 
Successivamente la Teng firmò un contratto con la Virt Records e l'album venne registrato nuovamente e ristampato, nel 2002, con distribuzione negli Stati Uniti.

## Tracklist
1. "The Tower"
2. "Momentum"
3. "Gravity"
4. "Daughter"
5. "Between"
6. "Say Uncle"
7. "Drought"
8. "Enough to Go By"
9. "Unwritten Letter #1"
10. "Eric's Song"
11. "Soon Love Soon"
12. "Lullabye for a Stormy Night"
13. "Decade and One"